# Acate
Acate is een gemeente in de Italiaanse provincie Ragusa (regio Sicilië) en telt 8328 inwoners (31-12-2004). De oppervlakte bedraagt 101,4 km², de bevolkingsdichtheid is 82 inwoners per km². Tot 1938 heette de plaats Biscari.
De volgende frazioni maken deel uit van de gemeente: Macconi, Marina di Acate.

## Demografie
Acate telt ongeveer 3118 huishoudens. Het aantal inwoners steeg in de periode 1991-2001 met 4,7% volgens cijfers uit de tienjaarlijkse volkstellingen van ISTAT.
| Jaar | Inwoneraantal |
| ---- | ------------- |
| 1991 | 7640          |
| 2001 | 8000          |

## Geografie
De gemeente ligt op ongeveer 199 m boven zeeniveau.
Acate grenst aan de volgende gemeenten: Caltagirone (CT), Chiaramonte Gulfi, Gela (CL), Mazzarrone (CT), Vittoria.

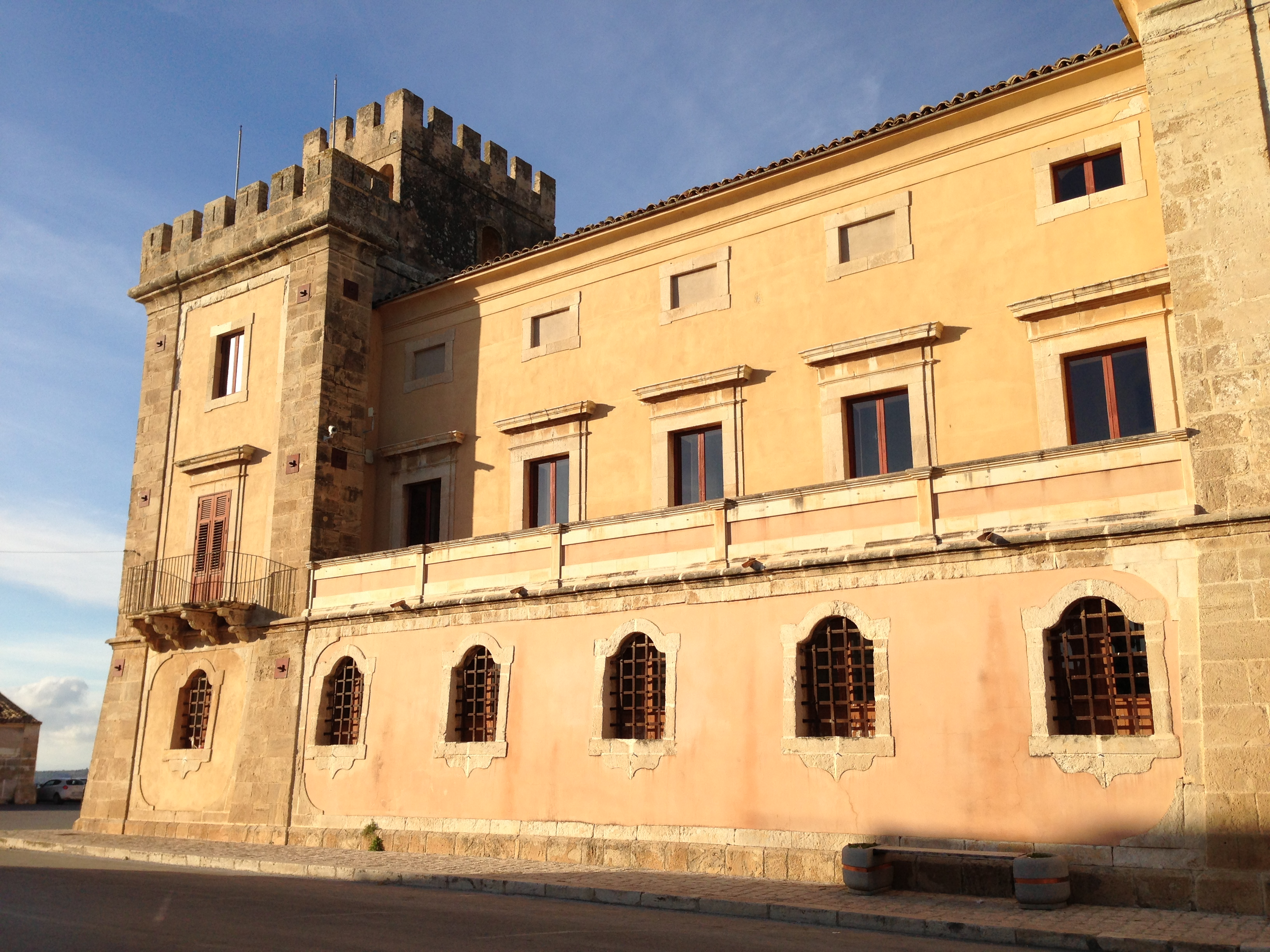
Kasteel van de prinses van Biscari te Acate

Acate · Chiaramonte Gulfi · Comiso · Giarratana · Ispica · Modica · Monterosso Almo · Pozzallo · Ragusa · Scicli · Santa Croce Camerina · Vittoria
1. ↑  https://demo.istat.it/?l=it.